# Esteban Jordan
Esteban Steve Jordan (Elsa (Texas), 23 februari 1939 – San Antonio (Texas), 13 augustus 2010) was een Amerikaanse latinjazz-, tejano- en bluesaccordeonist.

## Biografie
Hij was de jongste zoon van een 17-koppig gezin van landarbeiders uit Mexico. Hij kreeg bijna geen schoolopleiding. Hij begon gitaar te spelen op 7-jarige leeftijd en de accordeon op 10-jarige leeftijd. Op 20-jarige leeftijd beweerde hij ongeveer 20 instrumenten te beheersen. Tijdens de jaren 1960 toerde hij met een band met enkele van zijn broers door de Spaanstalige clubs van de westkust. Als lid van de tourneeband van de latinjazz-percussionist Willie Bobo in 1969/1970 werd hij ook bekend in de staten aan de oostkust.
In zijn bijna 50-jarige muziekcarrière van de jaren 1960 tot 2010 nam hij meer dan honderd singles en tientallen albums op, die voornamelijk werden uitgebracht door platenmaatschappijen uit Zuid-Texas op labels als Falcon, Freddie en Hacienda. In 1976 had hij een regionale hit met La Camelia. Andere successen waren El Corrido de Johnny el Pachuco en La Polka Loca (The Crazy Polka). In 1985 ontving hij een platencontract bij het grote label RCA Records. Zijn album Turn Me Loose uit 1986 werd genomineerd voor de Grammy Award. Roland Garcia van Hacienda Records vertrouwde hem toe om een miljoenenseller op de mainstreampopmarkt te scoren. Tv-presentator Johnny Canales beschouwde hem ook als een van de Hispanics die de mainstreampop konden bereiken.
Dit werd gecompenseerd door de onvoorspelbaarheid van zijn timing, waardoor hij vaak een maand vrij nam om te vissen. Als je hem wilde boeken voor een clubconcert, moest je hem soms vinden met een detective-instinct. Maar toen hij op het podium stond, bijvoorbeeld voor de Channel 4 TV-serie of A to Z of C&W van Hank Wangford, maakte hij indruk. Het jazzmagazine Downbeat omschreef hem als een van Amerika's unieke muzikale ervaringen. Door de film True Stories van David Byrne werd hij wereldwijd bekend als een onderscheidende Amerikaanse muzikant uit Texas. Zijn verschijning in de Club Islas in Austin in het televisieconcours tegen het Noord-Texaanse Brave Combo was een hoogtepunt van de serie.
Als een bijzonder veelzijdige muzikant, speelde Jordan in verschillende stijlen tussen rock, pop, country en de zydeco uit Louisiana. Zijn muzikale ontwikkeling ging van de traditionele polka's en corrido's van de beginjaren tot latinjazz en verder tot een zeer experimentele, improviserende speelstijl. Met behulp van elektronische hulpmiddelen creëerde hij een soort chicano psychedelisch geluid, dat hem de respectvolle bijnaam "Jimi Hendrix van de accordeon" opleverde. Van de New York Times jazzcriticus Ben Ratliff werd hij in 1992 aangeduid als de onzichtbare genius van de accordeonmuziek van Texas. Zijn zwarte "piraten"-ooglap over het blinde rechteroog, die noodzakelijk werd vanwege een medische fout bij de geboorte, was zijn uiterlijke kenmerk. Dit leverde hem de bijnaam El Parche (de ooglap) op. Een mesaanval in 1973 op een parkeerplaats kostte hem bijna weer zijn leven. Daarna veranderde hij grotendeels zijn voorheen zeer drinkbare en feestelijke privéleven. Zijn twee huwelijken eindigden in een scheiding.

## Verder
Een van zijn meest trotse momenten was de reis naar de Duitse accordeonwerken Hohner, die hem in 1988, toen hij op het JazzFest Berlin optrad, uitnodigden om een instrument naar eigen wens te laten bouwen en het persoonlijk op te halen. De knoppen waren volgens zijn specificaties bijzonder plat aangelegd, hetgeen zorgde voor een nog sneller spel. Hij gaf de productiemedewerkers een korte ereshow om te laten zien waar de door hen samengestelde instrumenten goed voor waren. Ik liet ze zien wat ze maakten, beschreef hij zijn ervaring aan Michael Corcoran in 2001. Hohnerwerke biedt al enkele jaren een Steve Jordan Tex-Mex Rockordion aan, gebouwd volgens de specificaties van Jordan.

## Overlijden
Esteban Jordan overleed in augustus 2010 op 71-jarige leeftijd aan de gevolgen van leverkanker in zijn appartement in de wijk Westside van San Antonio. Hij liet twee zoons en drie dochters achter.

## Discografie
- 1986: Turn Me Loose (album) RCA Records 1986, Grammy nominatie
- 1988: The Return of El Parche (lp, Comp) Rounder Records

opgenomen op
- 1981: Texican Badman (album) Appaloosa
- 1986: Sounds from True Stories (album) EMI
- 1995: Planet Squeeze Box (3 cd's) Ellipsis Arts
- 1996: 15 Tex-Mex Conjunto Classics (cd) Arhoolie Records